# MC Clemens

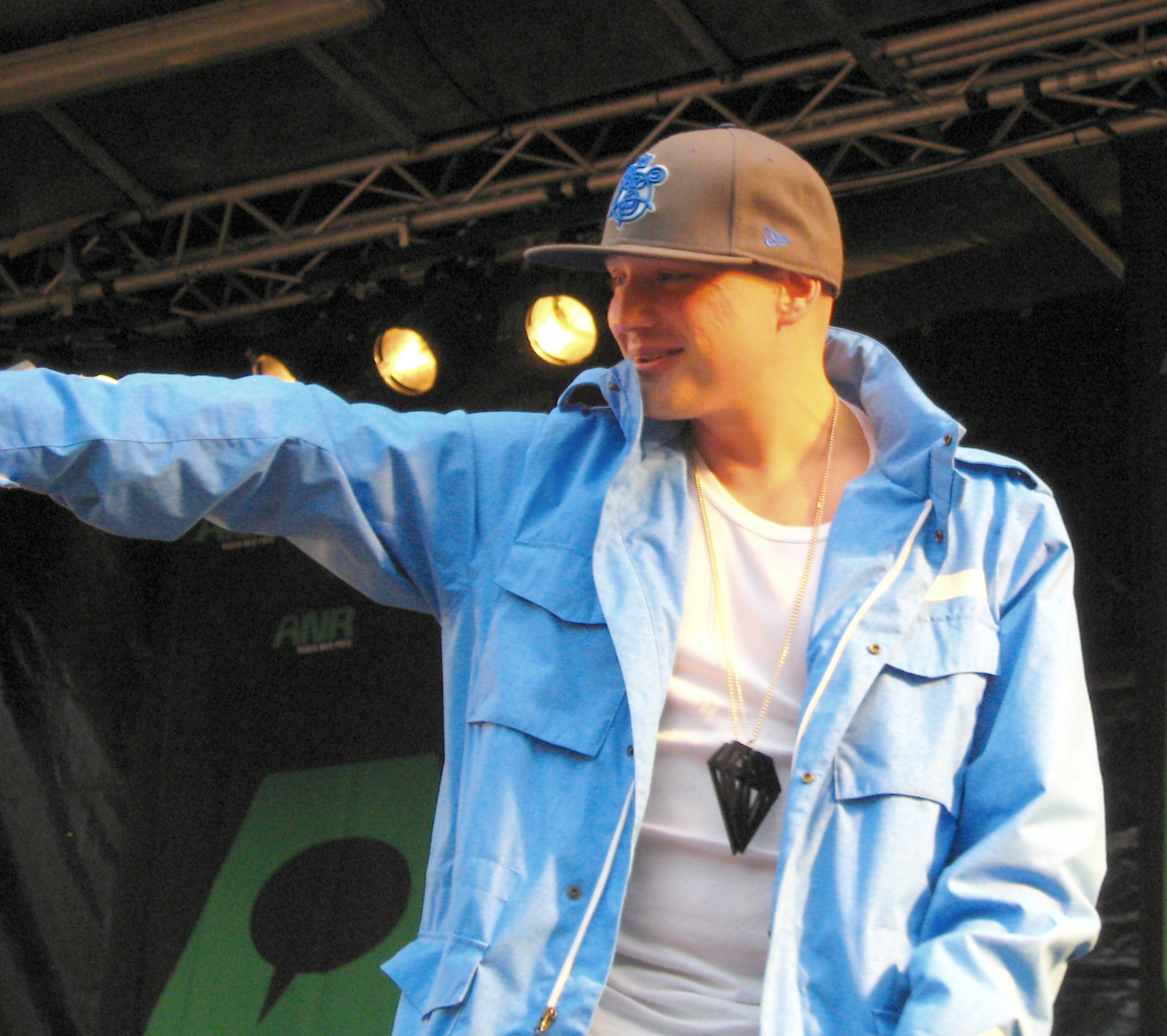
Clemens (2011)

Clemens Legolas Telling (* 8. Oktober 1979 in Roskilde), besser bekannt als Clemens und MC Clemens, ist ein dänischer Rapper, Sänger, Musikschriftsteller und Schauspieler.

## Leben
Clemens begann 1989 als DJ und war als MC Clemens bekannt und gewann Freestyle-Preise in Dänemark. 1997 veröffentlichte er sein Debütalbum Regnskabets Time, gefolgt von Den Anden Verden im Jahr 1999. Für dieses Album erhielt er einen Danish Music Award für das beste Hip-Hop-Album und ein Stipendium der Kunststiftung. Im selben Jahr arbeitete er mit dem schwedischen Rapper Petter zusammen und beide tourten durch Skandinavien. Im Jahr 2001 veröffentlichte er Professionel Bla Bla. 2010 feierte er ein Comeback mit dem Nummer-1-Hit "Champion" auf der Trackliste, der offiziellen dänischen Single-Charts.
Clemens hat auch die Texte für Theaterstücke geschrieben, darunter eine Breakdance-Version von Nøddeknækkeren (Der Nussknacker), die von 2004 bis 2008 jedes Jahr gespielt wurde. Clemens schrieb auch alle Texte für das Musical Matador (2007), eine Oper unter der Regie von Peter Langdal, und den Großteil der Texte für das Stück 69 (2008) unter der Regie von Niclas Bendixen. Das Musical Matador wurde Ende 2008 auf DVD veröffentlicht und Nøddeknækkeren (Der Nussknacker) Ende 2009.
Clemens hat auch eine Nebenrolle in der Fernsehserie Anna Pihl in zwei Folgen übernommen. Clemens arbeitete auch mit der Rock/Rap-Band Die Dumme Dänen bei Sony BMG zusammen.

## Diskografie
Alben
mit Die Dumme Dänen
- 2006: Spænd hjelmen

Solo
- 1997: Regnskabets Time
- 1999: Den Anden Verden
- 2001: Professionel Bla Bla
- 2004: Dans Med Døden
- 2007: Nye tider
- 2008: Det Fortabte Album (Mixtape)
- 2012: Ingen kender dagen
- 2015: Klemmedrengen
- 2015: Delyrium

Singles
- 2004: Bang Bang (Clemens feat. Stick)
- 2007: La' dem hænge
- 2010: Champion (feat. Jon Nørgaard)
- 2011: Byen Sover
- 2011: Fuck hvor er det fedt (at være hip hop'er) (Kato feat. Clemens)
- 2012: Vi ejer natten (Jon Nørgaard, Hedegaard, Clemens)
- 2012: Ingen kender dagen
- 2012: Tog det som en mand (feat. Nastasia)
- 2013: Har du noget at sige
- 2013: Tik Tik
- 2014: Stjerner & hvidt lys (Talbot, Clemens & Nøhr)
- 2014: Øjenåbner (feat. Maia)